# J. E. B. Stuart
James Ewell Brown Stuart (6 de fevereiro de 1833 – 12 de maio de 1864), conhecido como Jeb Stuart, foi militar dos Estados Unidos e general dos Estados Confederados da América, que serviu como comandante da cavalaria do Exército da Virgínia do Norte durante a Guerra da Secessão. Tornou-se celebre pela ousadia e excelência nas funções de reconhecimento. 

## Ante-bellum
Jeb Stuart nasceu em 1833 no Condado de Patrick (Virgínia). Graduou-se na Academia Militar de West Point em 1854. Antes da guerra civil, serviu como tenente da cavalaria na fronteira do Kansas. Em 1859, como ajudante de ordens de Robert E. Lee, tomou parte da captura do abolicionista John Brown em Harpers Ferry, um dos eventos que agitaram os Estados Unidos às vésperas da guerra.

## General da Cavalaria Confederada
Em 1861, com a secessão da Virgínia, pediu baixa do exército federal, para assumir o comando do 1º. Regimento de Cavalaria da Virgínia, atuando no vale do Rio Shenandoah. Após o bom desempenho na Primeira Batalha de Bull Run, em Setembro de 1861, foi promovido a General de Brigada. Durante a Campanha da Península, foi incumbido de reconhecer o flanco direito do Exército do Potomac. Executou a missão completando um circuito em torno das tropas federais, feito que recebeu muita repercussão.
Em Julho de de 1862, promovido a Major General, assumiu o seu último comando permanente: o da Divisão (mais tarde Corpo) de Cavalaria do Exército da Virgínia do Norte. Durante a incursão a Catlett's Station, invadiu o quartel geral de comandante do exército federal John Pope, capturando importantes documentos. 
Na Segunda Batalha de Bull Run protegeu o ataque pesado da infantaria de Longstreet, expulsou do campo a cavalaria da União sob John Buford e seguiu no encalço dos federais até a conclusão da campanha na Batalha de Chantilly. Destacou-se também na subsequente Campanha de Maryland. Em Dezembro daquele ano, as suas baterias tiveram participação importante na Batalha de Fredericksburg. Stuart sucedeu temporariamente Stonewall Jackson, mortalmente ferido na Batalha de Chancellorsville, na liderança do famoso II Corpo de Infantaria do Exército da Virgínia do Norte.

## Campanha de Gettysburg
Em 9 de Junho de 1863, já de volta ao seu antigo posto na cavalaria, deixou-se surpreender por um ataque de federais sob Alfred Pleasanton. A Batalha de Brandy Station terminou sendo taticamente inconclusiva. Mas a cavalaria ianque, que até então havia conquistado pouco respeito, mostrou que em diante seria um rival à altura. O orgulho de Stuart, que fora arranhado nesse episódio, é uma das explicações propostas para o seu comportamento durante a subsequente invasão de Pensilvânia.
Na Campanha de Gettysburg, talvez motivado pela busca de glória pessoal, partiu para uma incursão isolada contra as linhas de comunicação inimigas. Acabou por capturar um grande comboio de suprimentos, importante para as mal abastecidas forças confederadas. Entretanto, negligenciou gravemente o seu dever principal: o de fazer reconhecimento para as tropas o Exército da Virgínia do Norte. Alijado do contato com Stuart por cerca de uma semana, Lee se viu engajado na Batalha de Gettysburg sem uma clara ideia do que encontraria pela frente. A cavalaria confederada chegou ao campo em tempo de participar apenas do terceiro e último dia do maior combate daquela guerra, e as suas tentativas de contornar os flancos da União foram frustrados pelos cavalarianos da União.

## Campanha Final
Stuart ainda prestou importantes serviços na oposição a Campanha Overland de Grant. Seu derradeiro combate ocorreu na Batalha de Yellow Tavern, em 11 de Maio de 1864. Gravemente ferido, foi levando a Richmond, onde morreu no dia seguinte.
Jeb Stuart era profundamente religioso e abstêmio convicto. Era também um homem alegre, expansivo e vaidoso no modo de se vestir. O seu bom humor, combinado a confiança que inspirava como líder, tornou-o imensamente popular com os seus soldados. A sua morte causou entre os confederados uma comoção comparável apenas àquela ocorrida por ocasião da morte de Stonewall Jackson.